# 乔纳森·霍顿
乔纳森·霍顿（Jonathan Horton，1985年12月31日—）是一名美国男子体操运动员。他曾参加2008年和2012年两届奥运，其中在2008年北京奥运获得了男子团体铜牌和男子单杠银牌。